# Channing Pollock (dramaturge)
Pour les articles homonymes, voir Channing Pollock.
Channing Pollock est un dramaturge, librettiste, parolier, écrivain et scénariste américain, né à Washington DC le 4 mars 1880, décédé au village de Shoreham (ville de Brookhaven, État de New York) le 17 août 1946.

## Biographie
Pour le théâtre, à Broadway, Channing Pollock est auteur de pièces, librettiste et lyriciste (parolier) de revues des Ziegfeld Follies et de comédies musicales, le tout joué entre 1904 et 1931.
Certaines de ses œuvres créées à Broadway, ainsi que quelques histoires originales, seront adaptées au cinéma (principalement à l'époque du muet). Occasionnellement, il est également scénariste pour Hollywood.
Au théâtre comme au cinéma, il collabore à plusieurs reprises avec le dramaturge américain Rennold Wolf (1872-1922).
On lui doit aussi une autobiographie, publiée en 1943.

## Théâtre (à Broadway)
Pièces, comme auteur, sauf mention contraire
- 1904 : The Pit, d'après le roman de Frank Norris, avec Douglas Fairbanks
- 1906 : The Little Gray Lady
- 1906-1907 : Clothes, coécrite par Avery Hopwood, avec Louise Closser Hale, Douglas Fairbanks
- 1907 : In the Bishop's Carriage, d'après le roman de Miriam Michelson (en)
- 1907-1908 : The Secret Orchard, d'après le roman d'Agnes et Egerton Castle
- 1909 : Such a Little Queen, production d'Henry B. Harris, avec Elsie Ferguson, Jessie Ralph
- 1911 : Ziegfeld Follies of 1911, revue produite par Florenz Ziegfeld, musique de Maurice Levi et Raymond Hubbell, lyrics et livret de George V. Hobbart, musique et lyrics additionnels d'auteurs divers, dont C. Pollock
- 1911-1912 : The Red Widow, comédie musicale, musique de Charles J. Gebest, lyrics et livret de C. Pollock et Rennold Wolf, avec Stanley Fields
- 1912 : My Best Girl, comédie musicale, musique d'Augustus Baratt et Clifton Crawford, lyrics et livret de C. Pollock et Rennold Wolf, avec Harry Davenport
- 1913 : Her Little Highness, comédie musicale, musique de Reginald De Koven, lyrics de Rennold Wolf et C. Pollock, d'après la pièce Such a Little Queen de ce dernier
- 1914 : The Beauty Shop, comédie musicale, musique de Charles J. Gebest, lyrics et livret de C. Pollock et Rennold Wolf
- 1914 : A Perfect Lady, coécrite par Rennold Wolf
- 1915 : Ziegfeld Follies of 1915, revue produite par Florenz Ziegfeld, musique de Louis A. Hirsch et David Stamper, lyrics et livret de Gene Buck, C. Pollock et Rennold Wolf, avec Ina Claire, W. C. Fields
- 1917-1918 : The Grass Widow, comédie musicale, musique de Louis A. Hirsch, lyrics et livret de C. Pollock et Rennold Wolf, d'après la pièce Le Péril jaune d'Alexandre Bisson et Albert de Saint-Albin
- 1918-1919 : The Crowded Hour, coécrite par Edgar Selwyn, avec Henry Stephenson
- 1918-1919 : Roads of Destiny, avec Alma Kruger, Edmund Lowe
- 1919-1920 : The Sign on the Door, avec Lowell Sherman
- 1921 : Ziegfeld Follies of 1921, revue produite par Florenz Ziegfeld, musique de Victor Herbert, Rudolf Friml et David Stamper, lyrics de Gene Buck, et Bud G. DeSilva, sketches de C. Pollock, Willard Mack et Ralph Spence, avec W. C. Fields
- 1922-1923 : The Fool, avec Lowell Sherman, Henry Stephenson
- 1925-1926 : The Enemy, avec Walter Abel, Fay Bainter
- 1928 : Mr. Moneypenny, mise en scène de Richard Boleslawski, avec Donald Meek
- 1931 : The House Beautiful, avec Helen Flint, Mary Philips, Lionel Stander, Raymond Walburn

## Cinéma (filmographie complète)

### Pièces ou livrets adaptés
- 1914 : Clothes de Francis Powers (première adaptation de la pièce éponyme)
- 1914 : The Little Gray Lady de Francis Powers (d'après la pièce éponyme)
- 1914 : Such a Little Queen de Hugh Ford et Edwin S. Porter (première adaptation de la pièce éponyme)
- 1914 : Le Spéculateur (The Pit) de Maurice Tourneur (d'après la pièce et le roman éponymes ; + scénariste)
- 1915 : My Best Girl (réalisateur non-connu) (d'après la pièce éponyme)
- 1915 : The Secret Orchard de Frank Reicher (d'après la pièce éponyme)
- 1916 : The Red Widow de James Durkin (court métrage, d'après le livret de la comédie musicale éponyme)
- 1918 : A Perfect Lady de Clarence G. Badger (d'après la pièce éponyme)
- 1920 : Clothes de Fred Sittenham (seconde adaptation de la pièce éponyme)
- 1920 : She couldn't help it de Maurice Campbell (d'après la pièce et le roman In the Bishop's Carriage)
- 1921 : Roads of Destiny de Frank Lloyd (d'après la pièce éponyme)
- 1921 : The Sign on the Door de Herbert Brenon (première adaptation de la pièce éponyme)
- 1921 : Such a Little Queen de George Fawcett (seconde adaptation de la pièce éponyme)
- 1922 : The Beauty Shop de Edward Dillon (d'après le livret de la comédie musicale éponyme)
- 1925 : The Fool de Harry F. Millarde (d'après la pièce éponyme)
- 1925 : The Crowded Hour de E. Mason Cooper (d'après la pièce éponyme)
- 1927 : L'Ennemie (The Enemy) de Fred Niblo (d'après la pièce éponyme)
- 1929 : Le Signe sur la porte (The Locked Door) de George Fitzmaurice (seconde adaptation de la pièce The Sign on the Door)

### Autres contributions
- 1916 : The Final Curtain (réalisateur non-connu) (scénariste)
- 1916 : Who killed Simon Baird ? de James Durkin (scénariste, en collaboration avec Rennold Wolf)
- 1916 : The Evil Thereof de Robert G. Vignola (scénariste, en collaboration avec Rennold Wolf)
- 1916 : The Pretenders de George D. Baker (d'après une histoire originale)
- 1916 : The Dawn of Love d'Edwin Carewe (d'après une histoire originale, coécrite par Rennold Wolf)
- 1917 : Lost and Won de Frank Reicher et Cecil B. DeMille (d'après une histoire originale, coécrite par Rennold Wolf)
- 1917 : His Father's Son de George D. Baker (d'après une histoire originale, coécrite par Rennold Wolf)
- 1928 : The Street of Illusion d'Erle C. Kenton (d'après une histoire originale)
- 1938 : Midnight Intruder d'Arthur Lubin (d'après l’histoire originale Welcome Impostor)

## Note
1. ↑  Channing Pollock, Harvest of my Years, The Bobbs-Merrill Company, Indianapolis, NY, 1943, 395 p.